# Robert Prosinečki
Robert Prosinečki (Villingen-Schwenningen, Njemačka, 12. siječnja 1969.), hrvatski je nogometni trener i bivši nogometaš. Trenutačno je izbornik Crne Gore. Igrao je na poziciji veznjaka. Poznat po igračkoj snalažljivosti i driblinzima, često ga se nazivalo „posljednjim romantičarem”[nedostaje izvor]. S juniorskom reprezentacijom Jugoslavije osvojio je Svjetsko nogometno prvenstvo u Čileu 1987. godine, na kojemu je proglašen najboljim igračem i dobio je Zlatnu loptu, s Jugoslavijom na Europskom do 21 prvenstvu 1990. godine u Rusiji osvojio je srebro, a s Hrvatskom na Svjetskome prvenstvu u Francuskoj 1998. godine broncu. Jedan je od najvećih hrvatskih nogometaša svih vremena.

## Igračka karijera

### Klupska karijera
Robert Prosinečki nogometnu karijeru započeo je s pet godina u neposrednoj blizini rodnoga mjesta, u klubu FC Stuttgart Kickers. Godine 1979. s obitelji dolazi u Zagreb te svoju ljubav prema nogometu nastavlja u domaćemu klubu NK Dinamo Zagreb čijim je članom do 1987. godine. U zagrebačkome Dinamu zapažen je kao talent i već s deset godina igra u prvoj momčadi. Nakon nesuglasica s tadašnjim trenerom Miroslavom Ćirom Blaževićem odlazi u beogradsku Crvenu zvezdu s kojom je osvojio tri naslova državnoga prvaka, domaći Kup te Kup europskih prvaka 1991. godine. Nakon Crvene zvezde karijeru nastavlja u Real Madridu, ali zbog teške ozljede izbiva s travnjaka više od godinu dana. S Real Madridom osvojio je španjolski kup. Godine 1991. dobio je i nagradu trofej Bravo te je zauzimao 2. mjesto na svijetu po anketi World Soccer-a. 
U Španjolskoj je još igrao za nogometne klubove Real Oviedo, Barcelonu i Sevillu, te se u sezoni 1997./98. vratio u Hrvatsku nogometnu ligu, u tadašnju zagrebačku Croatiju, gdje je kao kapetan predvodio jednu od najboljih generacija Croatije u Ligi prvaka, dvije godine zaredom (1998./99. i 1999./00.) te osvojio tri naslova prvaka, dva domaća kupa i jedan hrvatski superkup. Ukupno je za Dinamo odigrao 135 utakmica i postigao 53 pogotka (prvenstvene, kup, eurokup i prijateljske utakmice).
Nakon toga igrao je još za Hrvatski dragovoljac, Standard Liege, Portsmouth FC, ljubljansku Olimpiju i NK Zagreb, gdje je nakon završetka karijere ostao na mjestu športskoga upravitelja. Godine 2006. nakratko se vratio igranju i u 37. godini zaigrao za četvrtoligaša iz Savskog Marofa. Debitirao je u utakmici Jedinstvene županijske lige kada je njegov Savski Marof pobijedio Veliku Mlaku s 8:0 a Prosinečki je ubilježio jedan pogodak i tri asistencije. Posljednju, četvrtu utakmicu za Savski Marof, odigrao je protiv Jaske iz Jastrebarskoga.

### Reprezentativna karijera
Za Hrvatsku je odigrao 49 utakmica i postigao 10 pogodaka, a za Jugoslaviju 15 utakmica uz 5 postignutih pogodaka. Godine 1987. proglašen je najboljim igračem Svjetskoga juniorskog prvenstva u Čileu, kojeg je Jugoslavija bila pobjednik. Igrao je za Jugoslaviju na SP 1990. godine, a za Hrvatsku na EP 1996., te SP 1998. (treće mjesto) i SP 2002. godine. Za hrvatsku nogometnu reprezentaciju prvi put nastupa 23. ožujka 1994. godine u prijateljskoj utakmici Španjolska - Hrvatska (0:2), te postiže pogodak za vodstvo u 6. minuti utakmice. Posljednji put za hrvatsku nogometnu reprezentaciju nastupio je 3. lipnja 2002. godine na Svjetskom nogometnom prvenstvu u utakmici Hrvatska - Meksiko (0:1).

## Trenerska karijera
Robert Prosinečki počeo je trenersku karijeru 2006. godine kao pomoćni trener u stožeru hrvatske nogometne reprezentacije. Ostaje na toj dužnosti sve do prosinca 2010. godine kada preuzima beogradsku Crvenu zvezdu što mu je bio ujedno i prvi samostalni trenerski posao.
S Crvenom zvezdom osvojio je Srpski kup 2012. godine što mu je prvi trofej u trenerskoj karijeri. Dana 20. kolovoza 2012. godine sporazumno je raskinuo ugovor s Crvenom zvezdom.
Dana 14. listopada 2012. godine preuzeo je turski nogometni klub Kayserispor, potpisavši dvogodišnji ugovor. Preuzevši klub na 15. mjestu na tablici, upisavši 13 pobjeda u 27 kola, do kraja sezone dovodi ga na 5. mjesto Super lige, što je najbolji rezultat u povijesti Kayserispora. Dana 31. prosinca 2013. godine sporazumno raskinuo je ugovor s turskim Kayserisporom.
Dana 26. studenoga 2014. godine preuzeo je funkciju izbornika Azerbajdžana. Krajem listopada 2017. godine objavljeno je kako Prosinečki nakon tri godine napušta klupu Azerbajdžana.
Početkom siječnja 2018. godine imenovan je izbornikom bosanskohercegovačke nogometne reprezentacije. Dana 27. studenoga 2019. godine smijenjen je s mjesta izbornika reprezentacije BiH nakon slabih rezultata u kvalifikacijama za UEFA Euro 2020. Osvajanjem skupine B Lige nacija osigurao je playoff za EURO 2020. 
U prosincu 2019. godine po drugi puta u svojoj trenerskoj karijeri preuzima Kayserispor.
Početkom kolovoza 2020. godine Prosinečki je preuzeo trenerski položaj u turskome klubu Denizlisporu. U studenome iste godine Prosinečki i Denizlispor sporazumno raskinuli su suradnju.
Nakon klubova iz Turske, kratko vodi Olimpiju Ljubljanu te hrvatskog prvoligaša Rudeš.
U veljači 2024. imenovan je izbornikom Crne Gore.

## Priznanja

### Igrač

#### Individualna
- Proglašen najboljim igračem, Zlatna lopta, Svjetskog juniorskog prvenstva u Čileu 1987. godine.[15]
- Najbolji mladi igrač Svjetskoga nogometnog prvenstva u Italiji 1990.[16]
- "Večernji list", Igrač godine: 1990., 1997.[17]
- Nagrada Bravo talijanskog magazina Guerin Sportivo, 1991.[18]
- Državna nagrada za šport "Franjo Bučar" 1997. godine.

#### Klupska
Crvena zvezda
- Prva savezna liga (3): 1987./88., 1989./90., 1990./91.
- Kup maršala Tita (1): 1989./90.
- Kup prvaka (1): 1990./91.

Real Madrid
- Copa del Rey (1): 1992./93.
- Supercopa de España (1): 1993.[19]
- Copa Iberoamericana (1): 1994.

Dinamo Zagreb
- 1. HNL (3): 1997./98., 1998./99., 1999./00.
- Hrvatski kup (2): 1997./98., 1998./99.
- Hrvatski superkup (1): 1998.

Olimpija Ljubljana
- Slovenski kup (1): 2002./03.

#### Reprezentativna
Jugoslavija
- Svjetsko juniorsko prvenstvo: Čile 1987.
- Europsko prvenstvo do 21 godine: 1990.[20]

Hrvatska
- Treće mjesto, Brončana medalja, na Svjetskom nogometnom prvenstvu u Francuskoj 1998. godine.
- Državna nagrada za šport "Franjo Bučar" 1998. godine, kao član hrvatske nogometne reprezentacije.

### Trener
Crvena zvezda
- Srbijanski kup (1): 2011./12.

## Zanimljivosti
- Robert Prosinečki jedini je igrač u povijesti koji je postigao pogotke na SP za dvije različite reprezentacije: 1990. godine je za Jugoslaviju zabio Ujedinjenim Arapskim Emiratima, a 1998. godine za Hrvatsku Jamajci i Nizozemskoj.
- U Engleskom klubu Portsmouth FC izabran je u Najboljih 11 u povijesti kluba.
- Peti je ne-Španjolac u povijesti koji je igrao i za Barcelonu i za Real Madrid.
- Osvojio je 4 prva i jedno drugo mjesto na malonogometnom turniru Kutija šibica. Drugo mjesto osvojio je 1997. s momčadi Moby Dick.[21] Prvo mjesto osvojio je 1998. godine s momčadi Moby Dick Segafredo,[21] zatim 2002. godine s momčadi Riva Grupa Fotex, a 2003. i 2004. godine s momčadi Riva Grupa.[22]

## Vanjske poveznice
- Profil, Hrvatski nogometni savez
- (engl.) FIFA: Robert Prosinečki  Arhivirana inačica izvorne stranice od 3. lipnja 2012. (Wayback Machine)
- Razgovor s Robertom Prosinečkim, serijal (Ne)uspjeh prvaka s Mariom Stanićem, 31. 8. 2023. (YouTube)